# 泊発電所
泊発電所（とまりはつでんしょ）は、北海道古宇郡泊村にある原子力発電所。

## 概要
北海道電力の保有する、北海道で唯一の原子力発電所である。1～3号機の発電設備容量の合計は207万kWで、北海道の電力需要の約40％を賄う電源となっている。

## 発電設備
|       | 原子炉形式           | 運転開始                    | 主契約者   | 定格出力 | 現況       |
| ----- | -------------------- | --------------------------- | ---------- | -------- | ---------- |
| 1号機 | 加圧水型軽水炉 (PWR) | 1989年（平成元年） 6月22日  | 三菱重工業 | 57.9万kW | 定期点検中 |
| 2号機 | 加圧水型軽水炉 (PWR) | 1991年（平成3年） 4月12日   | 三菱重工業 | 57.9万kW | 定期点検中 |
| 3号機 | 加圧水型軽水炉 (PWR) | 2009年（平成21年） 12月22日 | 三菱重工業 | 91.2万kW | 定期点検中 |

- 3号機ではプルサーマル発電を予定している[6]。
- 東日本（商用電源周波数50Hz地域）唯一の加圧水型原子炉である（残りは60Hz地域に存在）。

### 定期検査
出典：
| 定期検査 | 1号機          | 1号機          | 2号機          | 2号機          |
| 定期検査 | 開始           | 終了           | 開始           | 終了           |
| -------- | -------------- | -------------- | -------------- | -------------- |
| 第1回    | 1990年4月27日  | 1990年7月27日  | 1992年4月17日  | 1992年8月4日   |
| 第2回    | 1991年4月18日  | 1991年8月8日   | 1993年8月6日   | 1993年11月10日 |
| 第3回    | 1992年8月29日  | 1992年12月16日 | 1994年12月10日 | 1995年3月17日  |
| 第4回    | 1994年1月7日   | 1994年4月11日  | 1996年4月16日  | 1996年7月16日  |
| 第5回    | 1995年5月11日  | 1995年8月14日  | 1997年8月15日  | 1997年11月28日 |
| 第6回    | 1996年9月13日  | 1996年12月25日 | 1999年1月10日  | 1999年4月1日   |
| 第7回    | 1998年1月22日  | 1998年4月15日  | 2000年4月30日  | 2000年7月18日  |
| 第8回    | 1999年5月14日  | 1999年8月17日  | 2001年8月17日  | 2001年11月13日 |
| 第9回    | 2000年9月14日  | 2000年11月28日 | 2002年12月10日 | 2003年2月25日  |
| 第10回   | 2002年1月11日  | 2002年3月26日  | 2004年3月24日  | 2004年7月6日   |
| 第11回   | 2003年4月25日  | 2002年3月26日  | 2005年8月5日   | 2005年10月19日 |
| 第12回   | 2004年8月14日  | 2004年11月30日 | 2006年11月18日 | 2007年2月14日  |
| 第13回   | 2005年12月26日 | 2006年3月14日  | 2008年3月13日  | 2008年8月27日  |
| 第14回   | 2007年4月13日  | 2007年7月5日   | 2009年5月8日   | 2009年9月30日  |
| 第15回   | 2008年8月4日   | 2009年1月15日  | 2010年4月29日  | 2010年7月28日  |
| 第16回   | 2010年1月11日  | 2010年4月14日  | 2011年8月26日  |                |
| 第17回   | 2011年4月22日  |                |                |                |
|          | 3号機          |                |                |                |
| 開始     | 終了           |                |                |                |
| 第1回    | 2011年1月5日   | 2011年8月17日  |                |                |
| 第2回    | 2012年5月5日   |                |                |                |

### 核燃料
核燃料は1988年から2024年までに1号機に903体、2号機に821体、3号機に365体が搬入されている。一方で、使用済核燃料は1995年から2024年までに以下のように搬出されている。使用済核燃料の3号機からの搬出実績はない。
|       | 1号機      | 1号機       | 1号機    | 2号機      | 2号機       | 2号機    |
|       | 搬出日時   | 輸送量（体) | 搬出先   | 搬出日時   | 輸送量（体) | 搬出先   |
| ----- | ---------- | ----------- | -------- | ---------- | ----------- | -------- |
| 第1回 | 1995年9月  | 35          | BNFL     | 1996年7月  | 30          | COGEMA   |
| 第2回 | 2001年7月  | 28          | 日本原燃 | 2004年10月 | 28          | 日本原燃 |
| 第3回 | 2002年5月  | 42          | 日本原燃 | 2008年9月  | 42          | 日本原燃 |
| 第4回 | 2005年10月 | 42          | 日本原燃 | 2009年10月 | 28          | 日本原燃 |
| 第5回 | 2006年5月  | 42          | 日本原燃 |            |             |          |
| 第6回 | 2009年6月  | 28          | 日本原燃 |            |             |          |

2024年度末時点で使用済核燃料は1号機で311体、2号機で292体、3号機で292体の合計981体が貯蔵されている。

## 位置
- 北海道古宇郡泊村大字堀株（ほりかっぷ）村
- 1969年の立地決定当初は、日本では珍しい内陸型原子力発電所として、隣接する共和町との境界付近に1基35万kWの建設を予定しており、計画上の名称も「共和・泊発電所」とし、岩内港から資材を陸揚げして道路で12-13km程離れた発電所敷地まで輸送する計画としており[9]、「岩内原発」の別称も存在していた[9][10]。しかし反原発運動の激化や、岩内港からの資材の輸送時に専用道路を用いた場合を含めて妨害のリスクがあることや、取放水路が海岸まで2km以上の長距離に渡り貝類の付着により保全が困難になることが予想された為1978年に現在の泊村沿岸部に計画を変更し、名称も「泊発電所」となった[11]。当初の建設予定地とした共和町柏木地区には北電の社員寮等が建設されている[9]。
- 電力会社の本社がある都道府県に所在する原子力発電所は当発電所と東北電力の女川原子力発電所のみである。

## 過去の主なトラブル

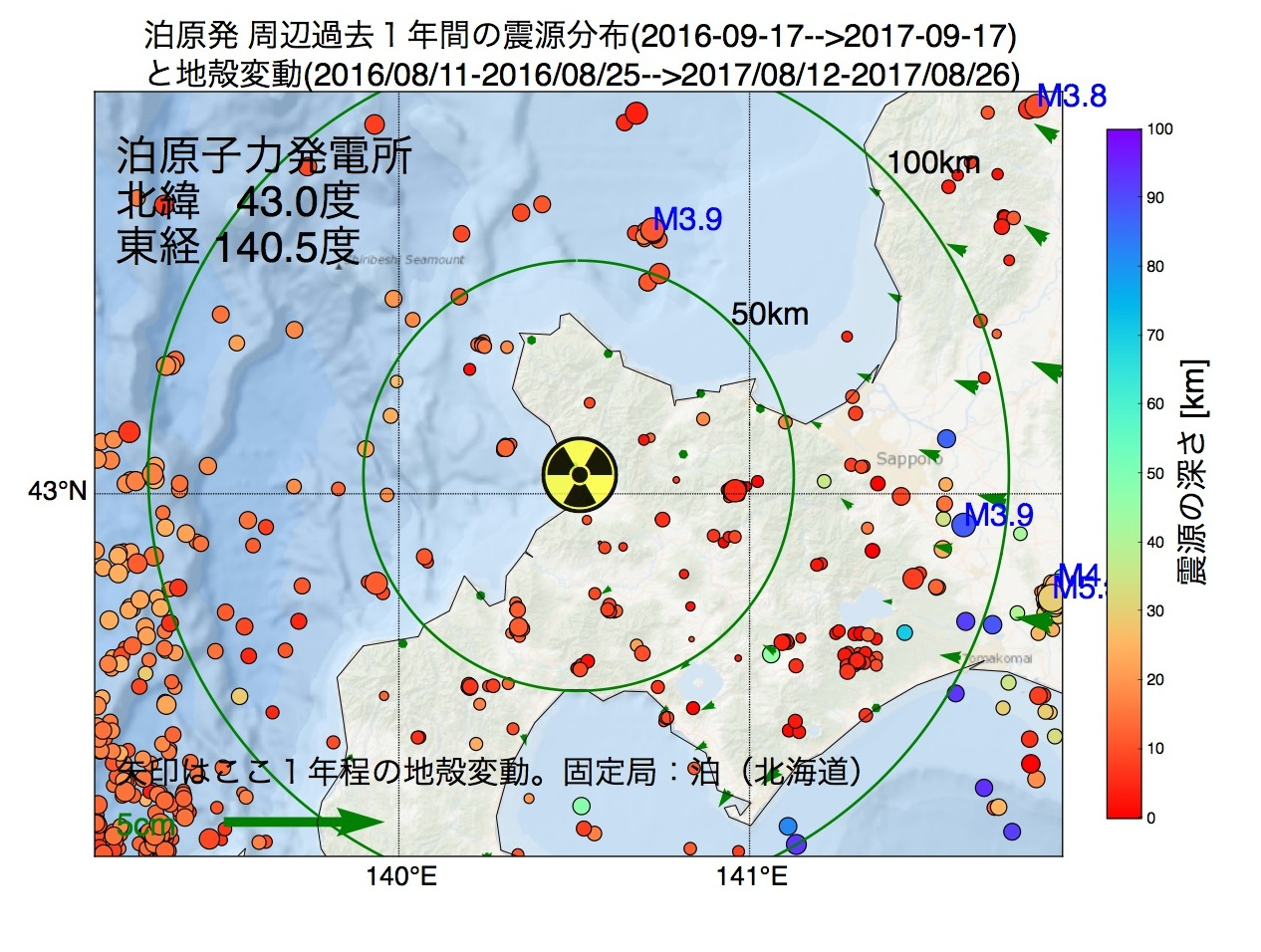
泊原子力発電所周辺の過去１年間の地震の震源分布と地殻変動（防災科学技術研究所 Hi-net 高感度地震観測網の地震データと国土地理院の電子基準点の位置データより作成）

- 1991年（平成3年）4月 - 1号機の低圧タービンの静翼309枚の溶接部分に亀裂が発見され[12]、地元に5日遅れで連絡[13]。
- 2003年（平成15年）9月 - 2号機の1次冷却水が漏れ、運転停止[14]。
- 2004年（平成16年）
  - 9月 - 蒸気発生器伝熱管56本に摩耗減肉[15]。
  - 10月 - 2号機で、B充填ポンプトリップの警報により、Bポンプが自動停止[15]。
- 2005年（平成17年）5月 - 原子力発電所のフェンスを越えて、山菜加工業者とそのアルバイトらが敷地内に不法侵入。タケノコ採りをしていたアルバイトの1名が、たまたま職員に捕まったことをきっかけに総勢24名が逮捕、後日書類送検された。テロ対策強化の必要性が改めて問われる事件となった。
- 2006年（平成18年）12月 - 定期点検中の2号機で火災[16]。
- 2007年（平成19年）
  - 5月末、6月 - 3号機の原子炉建屋近くの屋内作業現場に、人糞[17]。
  - 7月3日、4日、7日、11日、24日、8月7日、9日 - 建設中だった3号機の原子炉建屋、原子炉補助建屋、作業員事務所の仮設トイレ等で、火災発生。他にも電源コードの切断も見つかった。何者かが放火している疑いが持たれている[16][18][19]。
  - 9月27日 - 1号機の非常用ディーゼル発電機2基が故障。北海道電力は、その原因を メンテナンス会社が検査した際に、「調整装置」に異物が混入した為と発表[20]。
- 2010年（平成22年）3月2日 - 北海道電力は、1号機で、定期検査中に50代男性作業員の一人が微量の放射性物質を体内に取り込み被ばくしたと発表した[21]。
- 2011年（平成23年）1月9日 - 北海道電力は、3号機で、定期検査中に20歳代の男性作業員一人が微量の放射性物質をあびて被ばくしたと発表した[22]。
- 2018年（平成30年）9月6日 - 北海道胆振東部地震の発生で道内全域が停電したことに伴い、外部電源を喪失。非常用電源に切り替えた[23]。同日午後、全号機の外部電源復旧。

## 歴史
出典は泊村の泊発電所紹介。
- 1967年（昭和42年）10月 - 北海道が泊村、島牧村、浜益村の3村を原子力発電所建設予定調査地点候補地として選定発表した。この後、岩宇地区4か町村長、議長、商工会議所で構成した「泊村原子力発電所誘致期成会」や「泊原子力発電所誘致促進会」が結成され、誘致活動が行われた。
- 1969年（昭和44年）9月 - 北海道、札幌通商産業局、北海道電力の三者協議によって、北海道初の原子力発電所の建設予定地が共和・泊地区に決定された。
- 1973年（昭和48年）
  - 2月 - 漁業関係者からの反対を受け、発電所建設覚書に同意した岩内町が合意を凍結[11]。
  - 7月 - 北海道知事が発電所建設について「地元の条件が整うまで静観する」との意向を示す[11]。
- 1976年（昭和51年）12月 - 岩内町議会が発電所建設の条件付き賛成の決議を行う[11]。
- 1977年（昭和52年）10月 - 北海道が発電所建設の積極的推進を再開[11]。
- 1978年（昭和53年）9月 - 北海道電力が、発電所位置を内陸部から泊海岸（泊村大字堀株村）へ変更し[10][9]、電気出力を57.9万kW×2基とすることを表明。地元では発電所建設について種々の議論がなされたが、最終的に地元町村長の同意がなされた。
- 1979年（昭和54年）2月 - 共和町が建設地変更を承認[9]。
- 1983年（昭和58年）
  - 3月 - 北海道知事が「共和・泊発電所建設計画」に同意する意見書を経済企画庁へ提出。国の第87回電源開発調査審議会において、「共和・泊1・2号機建設計画」が国の電源開発基本計画に組み入れた。
  - 7月 - 国の第88回電源開発調査審議会において「泊発電所」への名称変更が承認。
  - 12月 - 北海道、関係4町村と北海道電力は、建設工事における環境の保全等を図るため建設協定に調印。
- 1984年（昭和59年）
  - 6月 - 内閣総理大臣による原子炉設置許可。通商産業大臣による電気工作物変更許可。
- 8月 - 通商産業大臣による工事計画認可。
  - 9月 - 起工式、建設工事着手。
- 1988年（昭和63年）
  - 10月14日 - 1号機運転開始の是非を問う住民投票を行うための条例制定が、有効署名89万人により直接請求される。
  - 10月17日 - 1号機燃料初装荷[24]。
  - 11月 - 1号機初臨界[25]。
  - 12月3日 - 北海道議会（定数110）が「泊原子力発電所1号機の運転開始に対する道民投票に関する条例案」を賛成52、反対54で否決。
- 1989年（平成元年）6月22日 - 1号機営業運転開始[3]。
- 1990年（平成2年）
  - 6月 - 2号機燃料初装荷。
  - 7月 - 2号機初臨界。
  - 1991年（平成3年）4月 - 2号機営業運転開始。

### 3号機増設
- 1996年（平成8年）10月 - 環境影響評価の実施についての泊村への申し入れ。この後、1年8か月に及び環境調査が行なわれた。
- 1998年（平成10年）
  - 7月 - 北海道電力から3号機増設計画についての申し入れが道をはじめ地元町村になされた。この後、法律や道条例に基づく環境影響評価書の縦覧や環境影響調査に係る地域単位の説明会の開催、道のエネルギー問題委員会などにより議論が交わされた。
  - 9月 - 総合エネルギー対策推進閣僚会議において泊地点が『要対策重要電源地点』に指定された。
  - 11月 - 道条例に基づく公聴会開催。
  - 6月 - 第1次公開ヒアリング開催。
    - この頃、同年7月の敦賀発電所2号機一次冷却材漏洩事故の発生や、9月の東海村JCO臨界事故により、原子力の安全性に対する世論が一段と激しさを増し、一部には住民投票との声もあった。しかし、地元関係漁協や経済団体などが「条件付き賛成」をいち早く表明し、地元の各町村は、議会等において安全性や地域振興の問題など色々な角度から審議した。
- 2000年（平成12年）
  - 3月 - 道主催の道内のエネルギー施策をテーマとする「道民のご意見を聴く会」が泊村、札幌市、旭川市、函館市、帯広市で開催された。3号機増設に向けて北電による「やらせ」があったことが判明している。
  - 7月 - 北海道議会第2回定例会において知事が泊発電所3号機についての考え方を表明。
  - 8月 - 知事が地元の意向の照会を求める。これに対し地元町村はそれぞれの議会において議論をし、泊村では同月28日に開催された原子力発電所対策特別委員会において「条件付き容認」が賛成多数で決議されたため泊村長は同月31日に知事へ対し正式に3号機増設計画に対する意向を伝えた。
  - 9月 - 知事が経済企画庁に対し電源開発基本計画への組み入れについて異存ない旨の回答を提出。
  - 10月 - 144回電源開発調査審議会において国の電源開発基本計画に新たに組み入れられた。
  - 11月15日 - 設置許可を申請[5]。
- 2001年（平成13年）3月 - 建設準備工事開始。
- 2002年（平成14年）11月 - 第2次公開ヒアリング開催。
- 2003年（平成15年）
  - 7月 - 経済産業大臣が3号機増設の原子炉設置変更許可。
  - 11月 - 建設工事開始。
- 2009年（平成21年）
  - 1月 - 熱料初装荷、試運転開始。
  - 3月 - 初臨界。
  - 12月 - 営業運転開始。

### 3号機プルサーマル計画
- 2008年（平成20年）
  - 4月 - 安全協定に基づき北海道電力から岩宇4か町村及び北海道への申し入れ。これを受けて、岩宇4か町村と北海道は「プルサーマル計画に関する有議者検討会議」を設置した他、「泊発電所のプルサーマル計画に関するご意見を伺う会」や資源エネルギー庁主催の「プルサーマルシンポジウム」、「プルサーマル計画に関する公開シンポジウム」（後述）と称した道民からの意見募集を行った。
  - 10月12日 - 道と地元4町村主催の「プルサーマル計画に関する公開シンポジウム」が泊村、札幌市で開催された。北電による「やらせ」があったことが判明している。
- 2009年（平成21年）12月 - 有議者検討会議が「プルサーマル計画の安全性が確保される」旨提言。
- 2010年（平成22年）
  - 2月 - 泊村議会協議会が3号機のおけるプルサーマル計画の容認を決定。岩宇4か町村長がプルサーマル計画の事前了承をする旨を知事に報告。
  - 3月 - 知事が北海道電力に対する回答を受けて、北海道電力は国に原子炉設置変更許可の申請を行った。現在、国の二次審査の手続き中である。

### 福島第一原子力発電所事故後
3号機は、2011年（平成23年）1月5日から第1回定期検査に入り、3月7日に調整運転として発電を再開した。当初は4月にも最終検査を受けて営業運転を再開する予定であった。しかし、3月11日に東日本大震災による福島第一原子力発電所事故が起き、北海道電力は営業運転再開に向けた申請を延期したため、8月10日に経済産業省が定期検査修了証を発行するまで、4か月という異例の長期にわたってフル出力状態の調整運転が続いた。
この営業運転再開は福島原発事故以後では初である。高橋はるみ道知事は運転再開を容認する姿勢を示してきたが、これは拙速だと批判する道民の声もあった。知事は周辺4町村の意見を聞くとしたが、10 km圏外の15町村には再開について説明がなかったため、道や北海道電力へ協議を申し入れた。また、道内の38人は営業運転を認めないよう国に求める訴えを札幌地方裁判所へ起こした。
国のエネルギー政策や安全指針が明確になっておらず、反対の立場や慎重な姿勢をとっている道民も多い状況の中で、この運転再開を容認する姿勢を見せる高橋はるみ道知事の資金管理団体「萌春会」の会長は、北海道電力元会長の南山英雄であり、北海道電力役員が「萌春会」に対して、役職に応じて決まった額の個人献金を毎年していることを東京新聞が報じている。
国は、この営業運転再開に対し、定期検査中の原発の再稼働には当たらない見方を示し、政府が福島原発事故を受けて原発再稼働に必要だと定めたストレステストを義務付けない代わりに、通常行われる原子力安全・保安院のチェックだけでなく原子力安全委員会も含め二重にチェックするとした。しかし、原子力安全委員会の班目春樹委員長は保安院の報告を受け、「定期検査は保安院が責任を持って行うものである」と8月11日の委員会で発言し、委員会としての判断を示さなかった。
原子力資料情報室の共同代表を務める伴英幸は、3月11日の福島原発事故以降8月まで定期検査を終了する原発がなく、この状況が続くと2012年3月には日本中の全ての原発が停止するはずであったが、原子力安全・保安院が全機停止を避けたかったために泊発電所の営業運転再開を認め、これを突破口に他の原発も運転再開することを図っていると述べた。

#### やらせ事件
2011年の福島原発事故をきっかけとして、国と電力会社の原発に対する姿勢や数々の問題について国民が注目するようになった中、九州電力が玄海原発運転再開に向けた説明会でやらせメール事件を起こしたことが発覚し、国会で取り上げられて重大問題となった。
7月のこの事件の発覚の後、北海道電力も泊発電所の3号機増設やプルサーマル計画導入に向けて、2000年の「道民のご意見を聴く会」と2008年の「プルサーマル計画に関する公開シンポジウム」で、社員や住民に対して計画賛成の意見を表明するよう要請していたことが明らかになった。
第三者委員会の報告書が北海道電力の組織的関与を認め、10月には佐藤佳孝社長が道議会の産炭地域振興・エネルギー問題調査特別委員会に参考人として出席を求められた。しかし、佐藤社長は、自身を含む上層部の関与については「承知しておりません」と述べ、辞任も否定した。
上述のように、泊発電所3号機は、2011年3月7日に調整運転として再稼働し、8月17日に正式な営業運転に移行したが、2012年5月5日23時3分定期検査のため停止された。この停止によって日本国内で稼働している原子力発電所はゼロになった。国内の原発全停止は1970年以来42年ぶりである。定期検査は71日間かけて実施される予定であったが、原子力安全委員会の再稼働許可が出ていない。
2012年4月23日に北海道電力が公表した夏の需給見通しでは、泊発電所1 - 3号機と苫東厚真発電所4号機が停止する状況となり、猛暑を想定すると需要に足りず、節電を要請せざるを得ない可能性がある状態であり、同発電所1,2号機の早期再稼働への理解を求めたいとしている。また、5月5日の3号機停止（北電管内、日本国内の全ての原発の停止）を受けて、同発電所は北海道の電力の安定供給にとって重要な基幹電源であり、1日も早い発電再開を目指すといったコメントを出した。
しかし、北海道電力の夏の需給見通しに対して、需要が実際に2012年夏の供給力見通しを上回ったのは2011年夏は2時間、猛暑として参考にしている2010年夏でも48時間であり、節電をすれば夏を乗り切れ、また地震と原発事故があった本州並みの節電をすれば、需要がピークになる冬も原発なしで乗り切れると指摘する専門家もいる。
2013年北電は関西・四国・九州の各電力会社の5原発と共に再稼働を申請。
2016年11月13日から14日、再稼働の見通しが立たない中で原子力総合防災訓練を実施。大地震と津波が起こり、泊原発3号機の格納容器内で蒸気漏れが発生したとの想定によるものだった。主催者に国も入り、参加人員も1万人を超える大掛かりな訓練となった。
2021年7月、泊原発に活断層はないということで再稼働へ進展したがその後会社側の人材不足による地震、津波、火山の評価が進まず原子力規制委員会の更田委員長から「調査に必要な投資をケチらないで欲しい」と指摘を受けた。この遅れにより停止から10年経った2022年現在も再稼働していない。
2025年4月30日、原子力規制委員会は泊発電所3号機の再稼働を認める方針を決定した。

## 福島第一原子力発電所事故後における北海道電力の対応

### 技術面
2011年3月11日に起きた福島第一原子力発電所事故後、北海道電力は、安全対策をすることとし、原発に依存する現行体制の見直しは、否定。具体的な安全対策については、移動発電機車を導入し高台に置いたほか、建屋内への浸水防止策を検討しているとしたが、「福島の津波が高さ14メートルなら、15メートルに対応すればいいのか、16メートルがいいのか、収まりがつかない」とも述べた。
2012年5月16日に北電は、放射性物質が外部に漏れるような原発事故が起きた際の作業拠点となる「免震重要棟」を2015年度の完成を目指して建設すると発表した。北電が「津波の影響を受けにくい」とする標高31 m以上の後背地の高台に建てる計画である。また、2014年度完成を目指すとしている防潮堤の高さを、標高16.5 mと決めた。
北電は原発再稼働に向けて、福島原発事故を受けた複数の安全対策を実施、もしくは計画している。この主な安全対策計画の中でも、大型のものである防波堤や免震重要棟までもが2015年度までに完成する予定である一方、原子炉格納容器からベントを迫られても放射性物質の放出を最小限にするフィルターの設置については「検討中」である。
2024年には、核燃料輸送用の専用港の移設案の検討を開始。現行の敷地内の港湾は津波時の輸送船の漂泊による防潮堤の破壊の可能性が指摘され、建設地は発電所の北西側約1kmに位置する渋井地区が有力視されている。2027年5月以降の再稼働後からの着工を予定、2025年1月31日には核燃料運搬用の専用道路の整備方針を示し、発電所近傍に位置する国道229号線の一部を核燃料運搬用の専用道路に転用し国道の移設を行う案も検討される。

### 政治面
また事故後に再稼働する原発が2012年5月現在ないため、3号機の定期検査での停止により、稼働中の国内の原発はゼロとなるが、北海道電力はストレステスト提出済みの同原発1,2号機のできるだけ早い再稼働を望んでいて、道議会への働きかけを強めている。2011年夏の原子力関連のシンポジウムでのやらせ疑惑では、佐藤佳孝社長（当時）が道議会からの参考人招致を当初拒否したため、関係に亀裂が入った。しかし、2012年3月末に川合克彦社長が後任につくと、北海道電力の姿勢が変化し、社長が自民党有力議員に説明して回るようになったと、道議は説明している。道は、原子力規制庁設置法案関連の成立が6月の通常国会会期末まで遅れた場合、7 - 8月に規制庁が結論を出し、8 - 9月に政府が再稼働判断を行い、それと並行して周辺自治体の意見を踏まえ、道が道議会に一定の方向性を提示し、9月の第3回定例道議会で道議会としての地元同意をとりつけるというシナリオを想定し、再稼働を進めようとしている。

### 周辺地域の対応
泊発電所の所在地である泊村が会員となっている全国原子力発電所所在市町村協議会（全原協）は、首相が表明していた原発増設見直し方針に対し、時期尚早であり、原発廃止はあり得ず、国にはぶれないエネルギー対策をやってほしいと要請した。泊村は、他の周辺町村及び北海道知事と共に、津波対策などの見直しを北電に要請することを決めたが、毎日新聞社が2011年4月15日に結果を公開したアンケートでは、泊発電所の運転について、現状の安全対策のまま今後も継続できると答えていた。

### 政党地方組織の反応
2011年4月、共産党北海道委員会は、3号機のプルサーマル計画の中止を要求した。

### 発電所内の断層調査
2021年7月2日、原子力規制委員会は発電所内に存在する複数の断層が、活断層ではないとする北海道電力側の説明を了承した。